# Sech (Landtechnik)

Komponenten eines Pfluges: 1 Grindel, 2 Zugvorrichtung, 3 Einstellung der Arbeitstiefe, 4 Sech, 5 Meißel, 6 Schar, 7 Streichblech mit Streichschiene

Das Sech (auch Kolter, Pflugsech, Pflugmesser, Messersech, Vorschneider oder Vorschäler genannt) ist ein sogenanntes Vorarbeitswerkzeug beim Pflug, das den Boden vor dem Pflugschar senkrecht einschneidet und meistens die Form eines langen, leicht gekrümmten Messers hat.

## Geschichte und Funktion
Seche wurden schon im Altertum verwendet und waren nach Plinius d. Ä. in Raetien gebräuchlich. Seit dem Mittelalter gehörte in Mitteleuropa meistens ebenfalls ein Sech zum Pflug. Das senkrechte Abschneiden des zu pflügenden Bodens durch ein scharfes Sech bewirkt im Gegensatz zur Trennung durch die stumpfe Streichblechvorderkante eine Verringerung der erforderlichen Zugkraft beim Pflügen, auch wird das Arbeitsergebnis durch die sauber abgetrennte Furchenwand besser. Durch die sauberer geräumte Furche wird zudem die Spurhaltung des Gespannpfluges oder des den Pflug ziehenden Traktors erleichtert.
Die Arbeitstiefe des Sechs ist zum sauberen Abtrennen des abzupflügenden Erdbalkens mindestens „wurzeltief“ einzustellen, bei bindigen Böden wird das Sech daher fast bis zur Furchentiefe positioniert, bei weniger bindigen Böden kann die Sechspitze auch höher gestellt sein. Zur Schonung der Streichblechvorderkante soll das Sech einige Millimeter zum Ungepflügten versetzt laufen als diese.

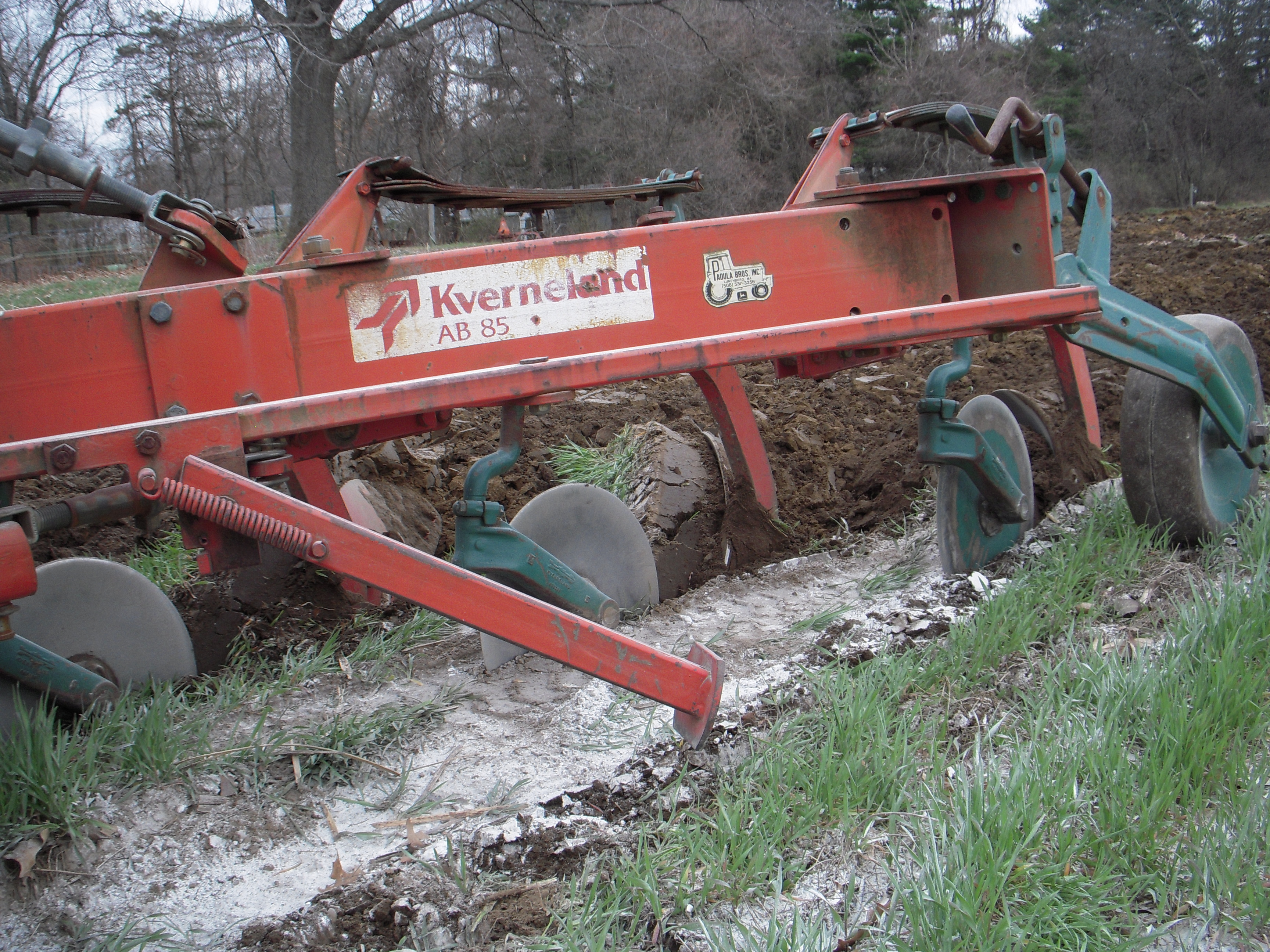
Beetpflug mit Scheibensechen

Neben dem messerförmigen Sech gibt es auch runde, rotierende Seche, sogenannte Scheibenseche. Diese benötigen weniger Zugkraft als Messerseche. Mehrscharige Pflüge haben heute (aus Kostengründen) oftmals nur am letzten Pflugkörper ein Sech. Beim Grünlandumbruch ist allerdings ein Sech vor jedem Körper sinnvoll.

## Mittelalterliche Ikonographie
Das Pflugsech findet sich häufig auf bäuerlichen Steinkreuzen und Kreuzsteinen aus dem Mittelalter, aber auch auf Grabplatten, Handwerkerwappen und Ortswappen.

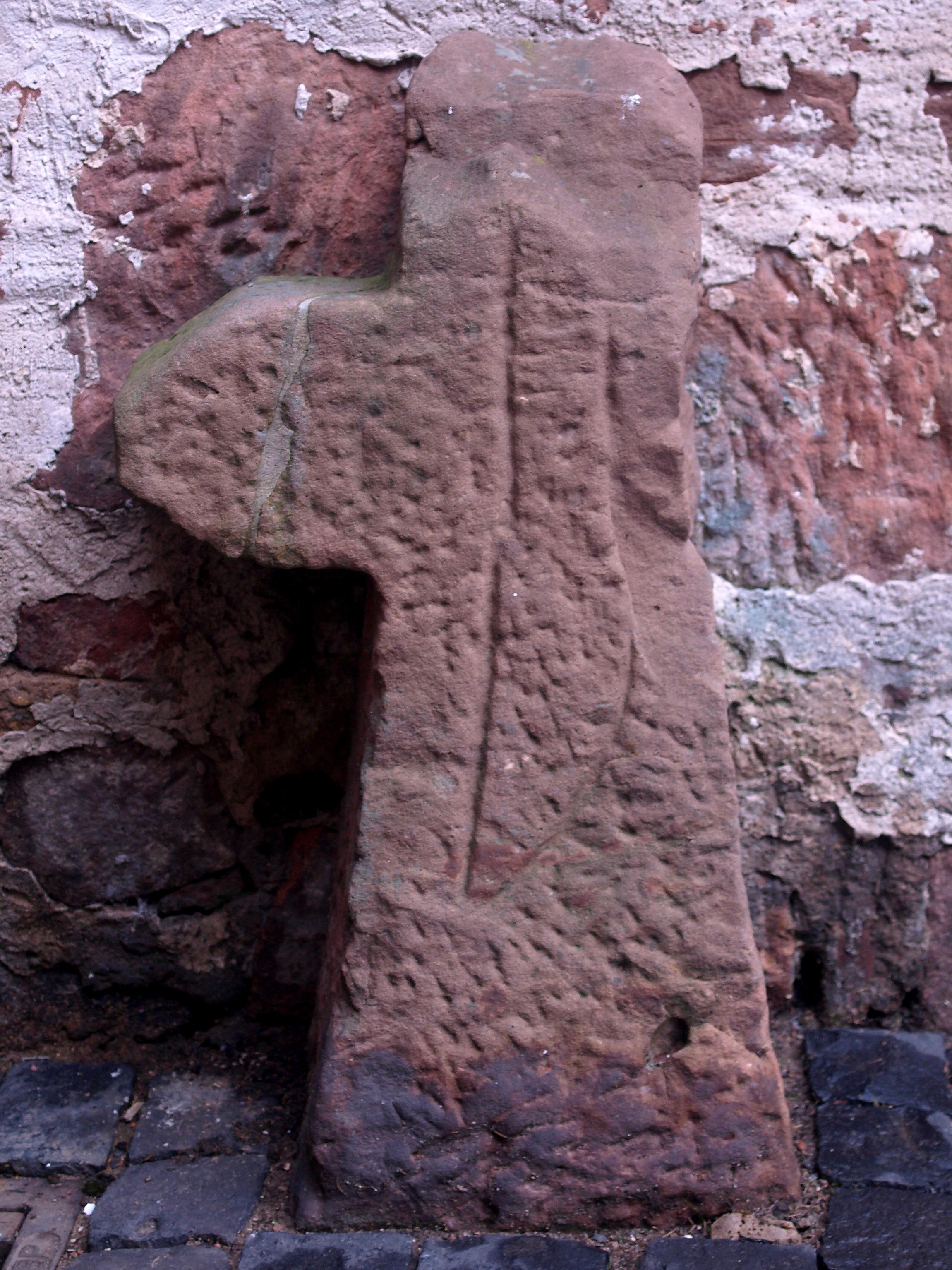
Pflugsech auf einem mittelalterlichen Steinkreuz in der Schwalm
Ehemaliges Gemeindewappen von Sulzbach im Landkreis Karlsruhe, mit gestürztem Pflugsech
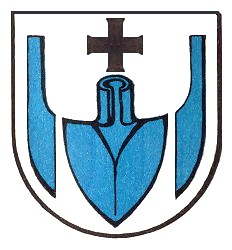
Wappen des Heilbronner Stadtteils Kirchhausen, von zwei Sechen flankiertes Pflugschar